# Rumélia Oriental
A Rumélia Oriental (em búlgaro:  Румелия Източна - Iztochna Rumelia; em turco:  روم الى شرقى - Rumeli Şarkı-i; Ανατολική - Anatoliki Romylia) foi uma província autónoma administrativa (vilaiete) do Império Otomano entre 1878-1908. Fica sob controle búlgaro completo a partir de 1885, quando voluntariamente se uniu com o Principado da Bulgária largamente autónomo depois de uma revolução sem derramamento de sangue. Os búlgaros étnicos compunham a maioria absoluta demográfica da Rumélia Oriental. Sua capital era Plovdiv. Atualmente, a Rumélia Oriental (a maior parte do norte da Trácia) faz parte da Bulgária. 

## História
A Rumélia Oriental foi criada como uma província autônoma dentro do Império Otomano pelo Tratado de Berlim em 1878. Abrangeu o território entre a cordilheira dos Balcãs, os montes Ródope e maciço de Strandzha, uma região conhecida por todos os seus habitantes - búlgaros, turcos otomanos, romanos, gregos, armênios e judeus - como o Norte da Trácia. O nome Rumélia Oriental foi dado à província por insistência dos britânicos para o Congresso de Berlim: a noção de Rumélia Otomana refere-se a todas as regiões europeias do império, ou seja, aqueles que, na Antiguidade, estavam sob o domínio do Império Romano. Cerca de vinte povos Pomacos (muçulmanos búlgaros) do Ródope se recusaram a reconhecer a autoridade da Rumélia Oriental e formaram a chamada República de Tamrash. 
Depois de uma revolução sem derramamento de sangue em 6 de setembro de 1885, a província foi anexada pelo Principado da Bulgária. Após a vitória da Bulgária na subseqüente Guerra Servo-Búlgara, o status quo foi reconhecido pela Sublime Porta com o Acordo de Tophane de 24 de março de 1886. Com a Lei Tophane, o Sultão Abdulamide II nomeou o príncipe da Bulgária (sem mencionar o nome do príncipe Alexandre da Bulgária) como governador-geral da Rumélia Oriental, mantendo assim a distinção formal entre o Principado da Bulgária e Rumélia Oriental e preservando a carta do Tratado de Berlim. No entanto, ficou claro para as grandes potências que a união entre o Principado da Bulgária e Rumélia Oriental era permanente, e não para ser dissolvido. A República de Tamrash e região de Kardzhali foram reincorporados no Império Otomano. A província ficou nominalmente sob suserania otomana até que a Bulgária se tornou independente de jure, em 1908. O dia 6 de setembro, Dia da Unificação, é um feriado nacional na Bulgária. 